# 2264 Sabrina
2264 Sabrina (1979 YK) là một tiểu hành tinh vành đai chính được phát hiện ngày 16 tháng 12 năm 1979 bởi E. Bowell ở trạm Anderson Mesa thuộc Đài thiên văn Lowell.